# Маунтин Хоум (Ајдахо)
Маунтин Хоум (енгл. Mountain Home) град је у америчкој савезној држави Ајдахо.

## Демографија
По попису из 2010. године број становника је 14.206, што је 3.063 (27,5%) становника више него 2000. године.
| Група             | 2000.         | 2010.          |
| Белци             | 9.320 (83,6%) | 10.967 (77,2%) |
| Афроамериканци    | 291 (2,6%)    | 470 (3,3%)     |
| Азијати           | 193 (1,7%)    | 409 (2,9%)     |
| Хиспаноамериканци | 928 (8,3%)    | 1.692 (11,9%)  |
| Укупно            | 11.143        | 14.206         |